# Witsenia
Witsenia és un gènere de plantes atípic, ja que inclou plantes arbustives i llenyoses dins d'una família que generalment conté plantes herbàcies com són les iridàcies, va ser descrit per primera vegada com un gènere el 1782. Només hi ha una espècie coneguda, Witsenia maura, endèmica a la Província del Cap, a l'oest de Sud-àfrica.
El nom del gènere és un homenatge al mecenes de la botànica Nicolaas Witsen. És impossible que Witsen ajudés a finançar les exploracions de Carl Peter Thunberg a Sud-àfrica i Japó.

## Sinonímia
- Antholyza maura L., Mant. Pl. 2: 175 (1771).
- Ixia disticha Lam., Encycl. 3: 333 (1789), nom. superfl.
- Witsenia tomentosa Salisb., Trans. Hort. Soc. London 1: 312 (1812), nom. nud.[4]